# مارک روبینز
مارک روبینز (انگلیسی: Mark Robins؛ زادهٔ ۲۲ دسامبر ۱۹۶۹) یک بازیکن فوتبال سابق و مربی کنونی اهل انگلستان است. وی از سال ۲۰۱۷ سرمربی تیم فوتبال کاونتری سیتی در چمپیونشیپ می‌باشد.